# Madonna di Dossobuono-observatoriet
Madonna di Dossobuono-observatoriet (italienska: Osservatorio astronomico di Madonna di Dossobuono) är ett observatorium i Verona i Italien.
Minor Planet Center listar observatoriet som upptäckare av 7 asteroider mellan 1994 och 1999.

## Lista över upptäckta mindre planeter och asteroider
| 10921 Romanozen       | 17 januari 1998   |
| 11112 Cagnoli         | 18 november 1995  |
| 15036 Giovannianselmi | 18 november 1998  |
| 15386 Nicolini        | 25 september 1997 |
| 15950 Dallago         | 17 januari 1998   |
| 24087 Ciambetti       | 27 oktober 1999   |
| (43871) 1994 TW15     | 13 oktober 1994   |